# Драгоє Лекович
Драгоє Лекович (сербохорв. Dragoje Leković, чорн. Драгоје Лековић, нар. 21 листопада 1967, Сівац) — югославський футболіст, що грав на позиції воротаря. У складі національної збірної Югославії був учасником двох чемпіонатів світу.

## Клубна кар'єра
Народився в містечку Сівац, СФРЮ (нині — Сербія), але у 1976 році родина Драгоє переїхала у Бар (нині — Чорногорія). Там розпочав грати у футбол в місцевому клубі «Морнар».
Своєю грою за цю команду привернув увагу представників тренерського штабу «Будучност», до складу якого приєднався 1985 року. Відіграв за клуб з Тітограда наступні шість сезонів своєї ігрової кар'єри.
У сезоні 1991/92 виступав за «Црвену Звезду», виборовши титул чемпіона Югославії та Міжконтинентальний кубок, втім основним гравцем не став і в подальшому грав за клуби «Могрен» та «Будучност».
Влітку 1995 року уклав контракт з шотландським «Кілмарноком», у складі якого провів наступні три з половиною роки своєї кар'єри гравця. Більшість часу, проведеного у складі «Кілмарнока», був основним голкіпером команди і допоміг клубу 1997 року виграти Кубок Шотландії.
У січні 1998 року перейшов у іспанський «Спортінг» (Хіхон) як дублер Хуана Карлоса Абланедо, з яким у тому ж році зайняв 20 місце у Прімері і вилетів у другий дивізіон. Після цього перейшов в інших іспанський клуб «Малага», якому у першому сезоні допоміг зайняти перше місце у Сегунді і повернув в еліту, втім наступного сезону 1999/00 не зіграв за клуб у чемпіонаті жодної гри, остаточно програвши конкуренцію Педро Контрерасу.
Після цього протягом 2000—2002 років захищав кольори ірландського «Дандолка», а у сезоні 2002/03 роках грав за кіпрський АЕК (Ларнака).
Завершив професійну ігрову кар'єру у австралійському клубі «Перт Глорі», за який виступав протягом 2003—2004 років.

## Виступи за збірні
1987 року залучався до складу молодіжної збірної Югославії, разом з якою у статусі основного воротаря був переможцем молодіжного чемпіонату світу в Чилі. А наступного року на футбольний турнір Олімпійських ігор 1988 року теж поїхав як основний воротар і вийшов на поле в першому матчі групового етапу з австралійцями, але був замінений на 30-й хвилині через травму на Стевана Стояновича і більше на турнірі не зіграв.
27 квітня 1988 року дебютував в офіційних матчах у складі національної збірної СФР Югославії в товариському матчі проти Ірландії (0:2) в Дубліні, втім залишався запасним воротарем і в цьому статусі поїхав на чемпіонат світу 1990 року в Італії, де на поле не вийшов. Всього за цю збірну провів 4 гри.
З розпадом Югославії перестав викликатись до новоствореної збірної Союзної Республіки Югославія, за яку вперше зіграв лише 1997 року, а у наступному році поїхав на чемпіонат світу 1998 року у Франції, де також жодної гри не провів. Всього протягом кар'єри у національній команд провів у формі головної команди країни 10 матчів.

## Титули і досягнення
- Чемпіон світу (U-20): 1987
- Чемпіон Югославії (1):

«Црвена Звезда»: 1991–92
- Володар Міжконтинентального кубка (1):

«Црвена Звезда»: 1991
- Володар Кубка Шотландії (1):

«Кілмарнок»: 1996–97